# Dokkum

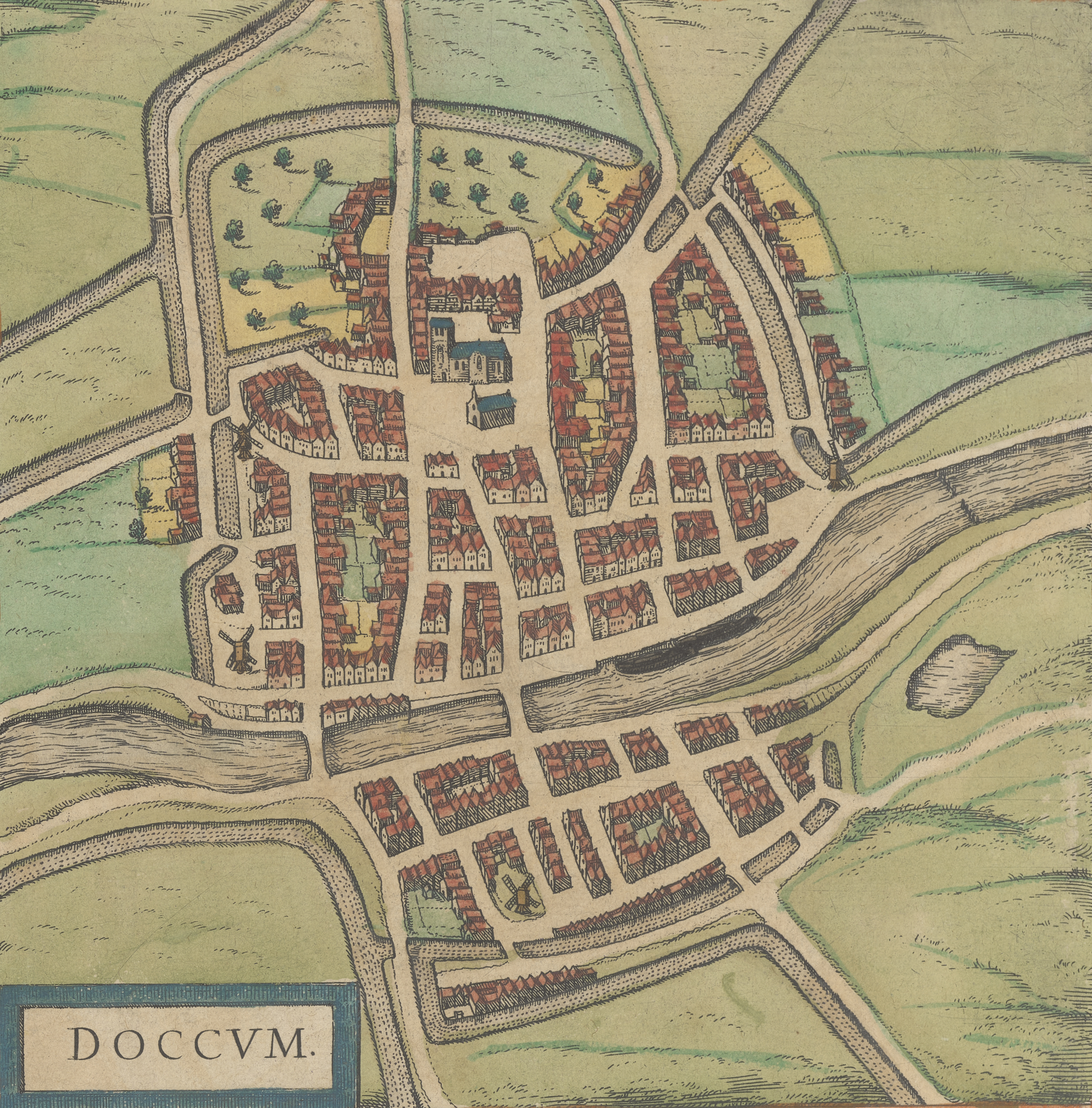
Karte von Dokkum, gedruckt 1594

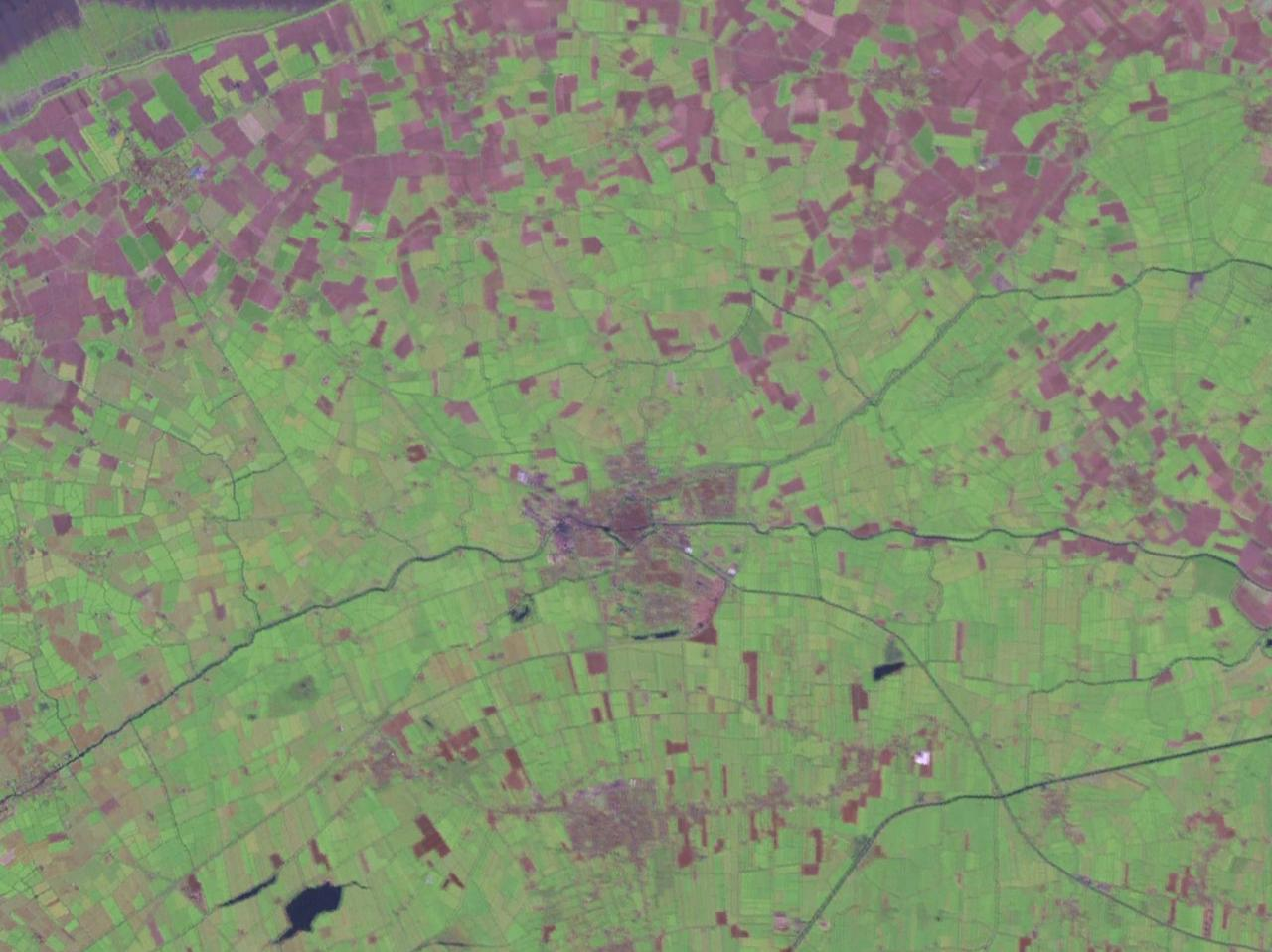
Satellitenfoto von Dokkum

Dokkum ist eine Stadt in der Gemeinde Noardeast-Fryslân in der Provinz Fryslân im Norden der Niederlande. Sie hat etwa 13.040 Einwohner (Stand: 1. Januar 2024). Besonders bekannt ist der Ort, weil im Jahre 754 der Missionar Bonifatius dort ermordet wurde; aus diesem Grund ist Dokkum ein Wallfahrtsort für die Katholiken.

## Geschichte
Dokkum – ursprünglich Dockinga – wird zum ersten Mal im Zusammenhang mit der Ermordung von Bonifatius urkundlich erwähnt (Details siehe Bonifatius). Im Jahre 1214 predigte Olivier van Keulen den Kreuzzug, der Halbmond im Wappen der Stadt erinnert noch heute daran.
Als fünfte Stadt in der Provinz Friesland (nach Stavoren, Harlingen, Leeuwarden und IJlst) bekam Dokkum im Jahre 1298 die Stadtrechte verliehen (siehe auch: Friese elf steden). Im Achtzigjährigen Krieg gegen Spanien lag Dokkum genau zwischen den Fronten, bis es 1572 schließlich wieder in die Hände der Geusen fiel. Erst mit Beginn der Utrechter Union im Jahre 1579 kehrte wieder Frieden in der Stadt ein.
Durch die damalige Lage mit Verbindung zur Nordsee war Dokkum von großer strategischer Bedeutung, besonders der Handelsverkehr mit Spanien wurde überwiegend über die Stadt abgewickelt. Zwischen 1581 und 1582 wurden Stadtmauern errichtet, und 1597 siedelte sich die Friesische Admiralität (entsprechend der heutigen Marine) in Dokkum an. Durch die Landgewinnungsmaßnahmen und schließlich die Anlage des Kanals „Stroobosser Trekvaart“ (1654–1656) ging die Stadt bankrott. Die Admiralität war bereits 1645 nach Harlingen umgezogen, und Dokkum entwickelte sich von einer Seestadt zu einer Stadt mit eher ländlicher Prägung.
Im Zweiten Weltkrieg besetzte die Wehrmacht beim Überfall auf die Niederlande am 11. Mai 1940 die Stadt Dokkum.
Bis 1984 war Dokkum selbstständige Gemeinde, wurde dann jedoch mit West- und Ostdongeradeel zur heutigen Gemeinde Dongeradeel zusammengelegt. Diese ist seit 2019 Teil von Noardeast-Fryslân Im Jahr 2004 feierte die Stadt ihr 1250-jähriges Bestehen. Der Tod des Bonifatius ist die erste urkundliche Erwähnung von Dokkum und wird heute als Gründungsjahr der Stadt angesehen.

## Veranstaltungen
- Durch Dokkum führt die Strecke der Elfstedentocht, des berühmten Eisschnelllauf-Marathonrennens entlang der elf friesischen Städte.

## Gebäude

### Kirchen
- Grote oder Sint-Martinuskerk (prot.) aus dem 16. Jahrhundert
- Sint-Bonifatiuskerk (kath.) von 1871, von Pierre Cuypers im neugotischen Stil entworfen, Turm von 47 Meter Höhe, mit Schädelreliquie aus Fulda
- Die Doopsgezinde kerk/Kirche der Vereinigten Christengemeinde ist ein gemeinsames Kirchengebäude der Mennoniten und Remonstranten in Dokkum. Sie wurde 1852 im klassizistischen Stil errichtet
- Bonifatiuskapelle von 1934 und Bonifatiusbrunnen im Bonifatiuspark

### Sonstige
- Stadhuis, Rathaus von Dokkum von 1610 mit späterem Ausbau
- Admiraliteitshuis, 1618 gebaut, diente es bis 1645 als Admiralitätssitz für Friesland; heute Teil des Museum Dokkum
- Blokhuis, gegenüber dem Stadhuis drei Häuser aus dem 17. Jahrhundert mit Geschäften
- Waag von 1754

## Galerie

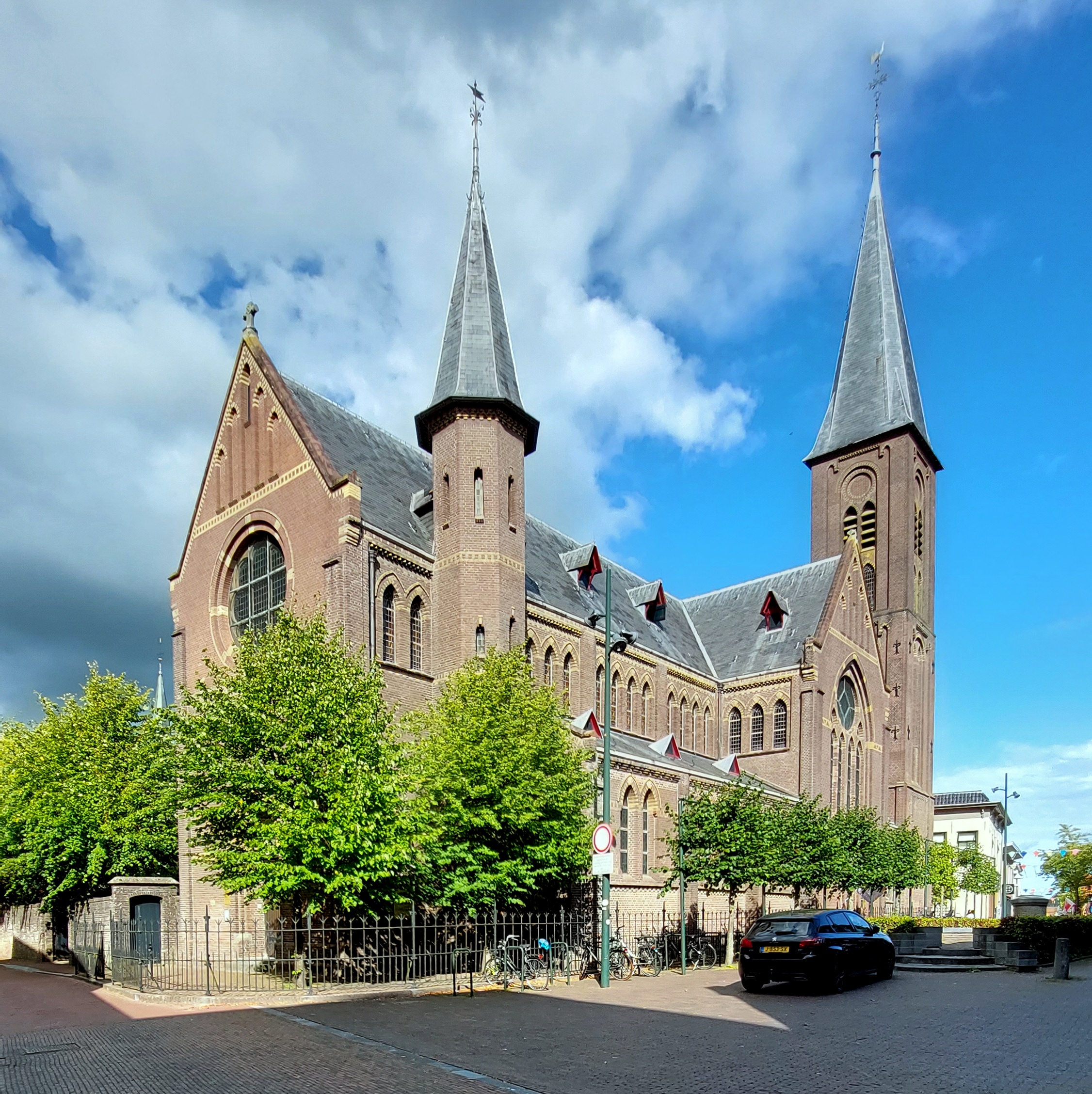
Römisch-katholische Kirche Martinus und Bonifatius
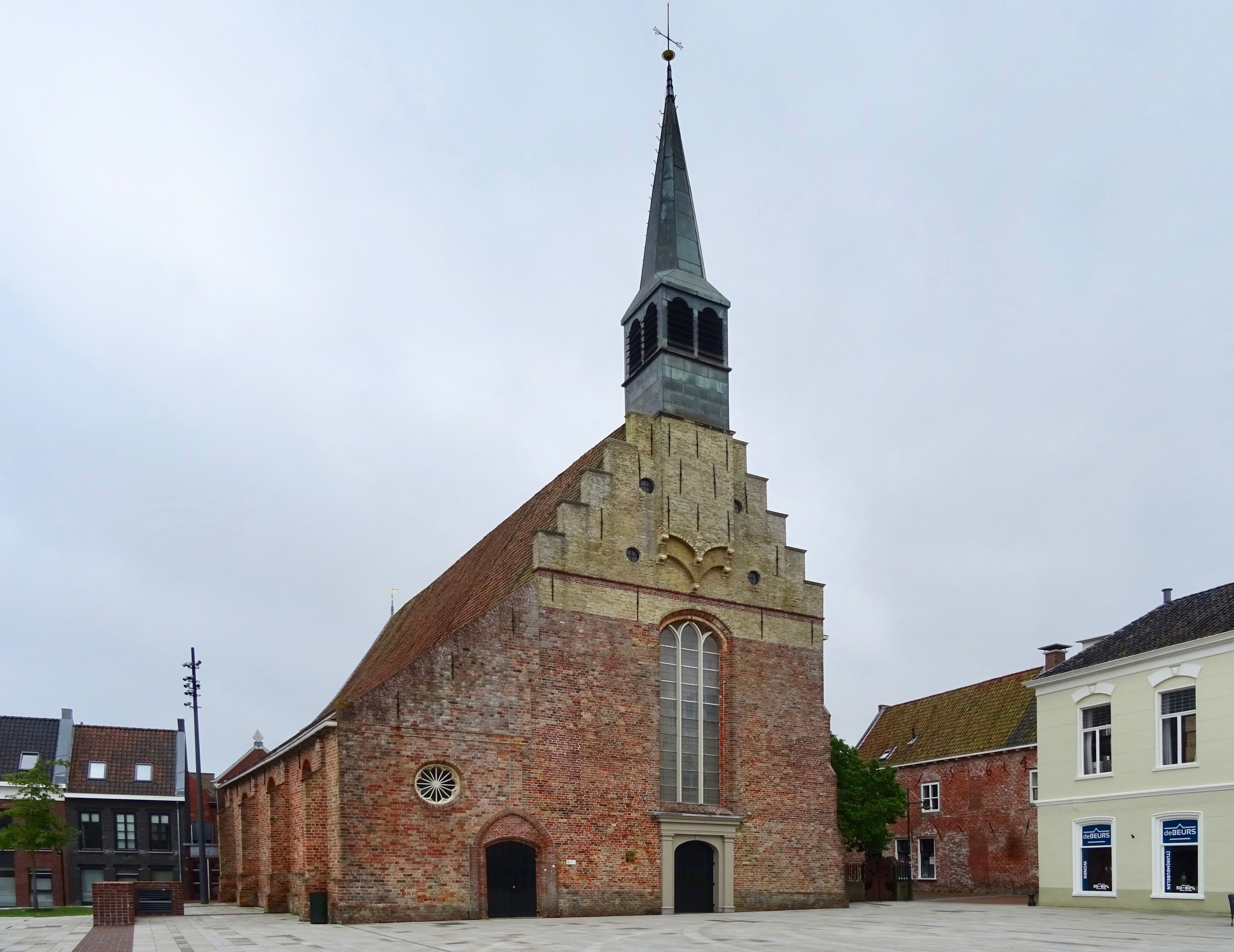
Grote oder Sint-Martinuskerk
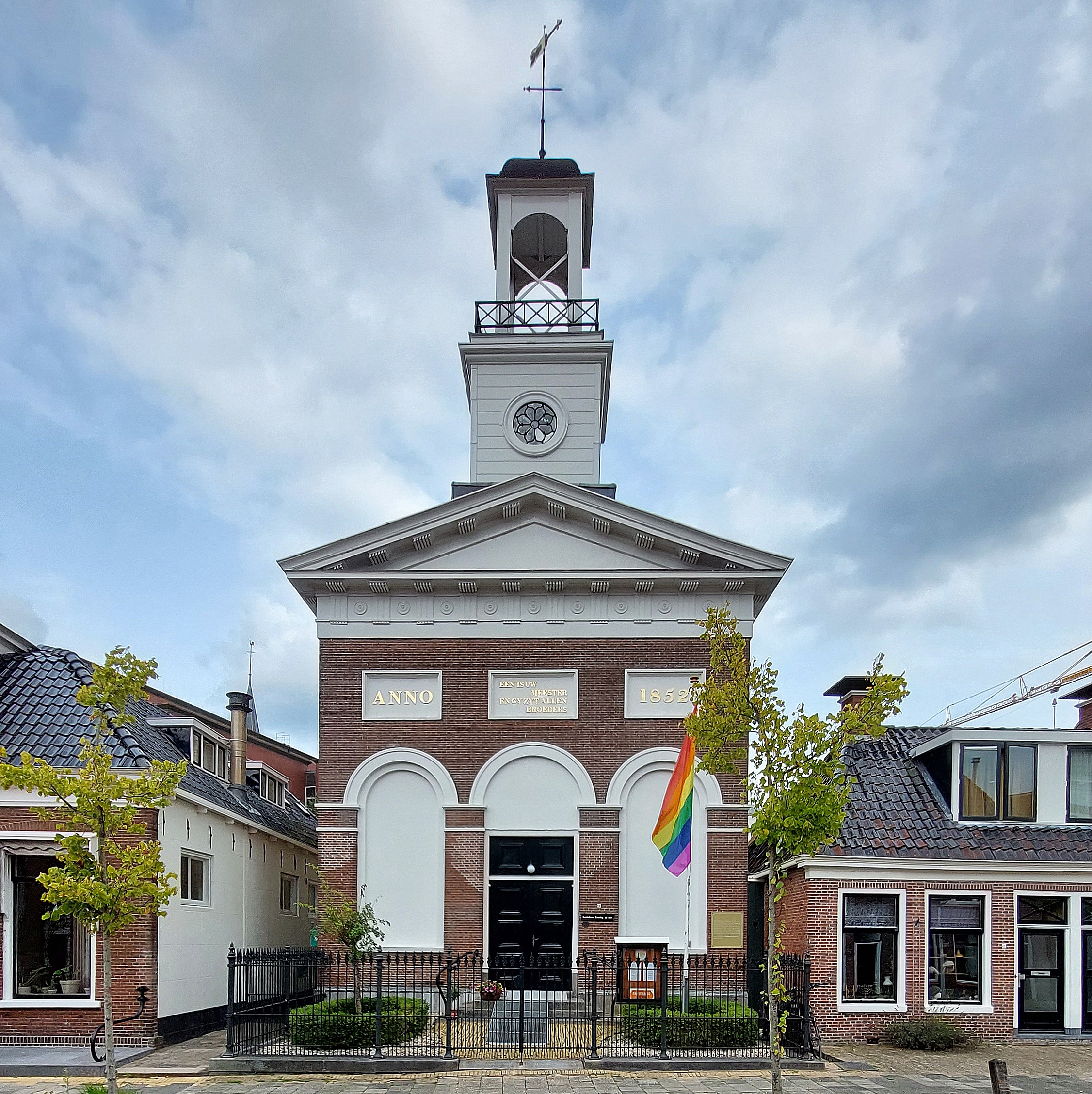
Kirche der Vereinigten Christenkongregation
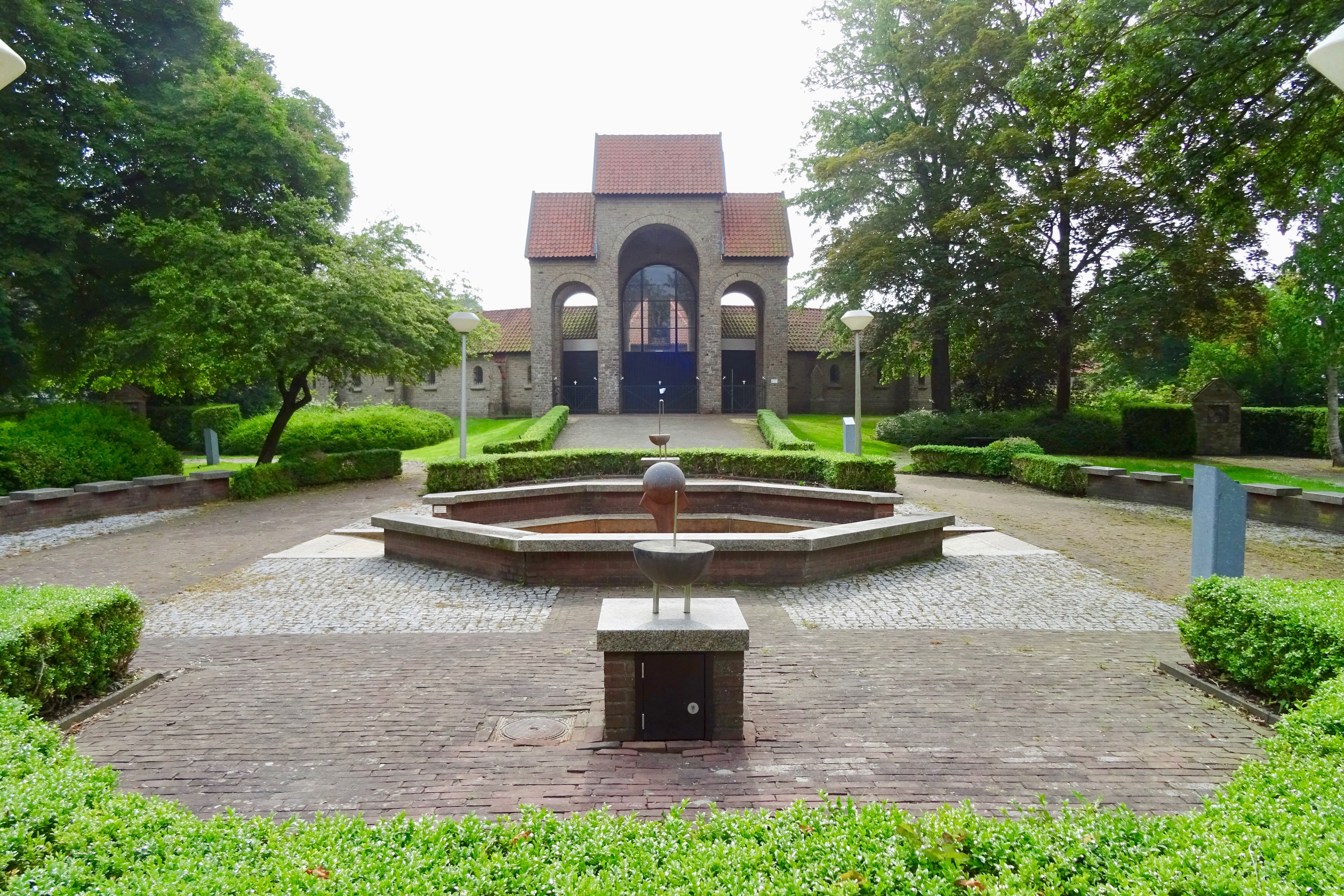
Bonifatiuskapelle mit Bonifatiusbrunnen
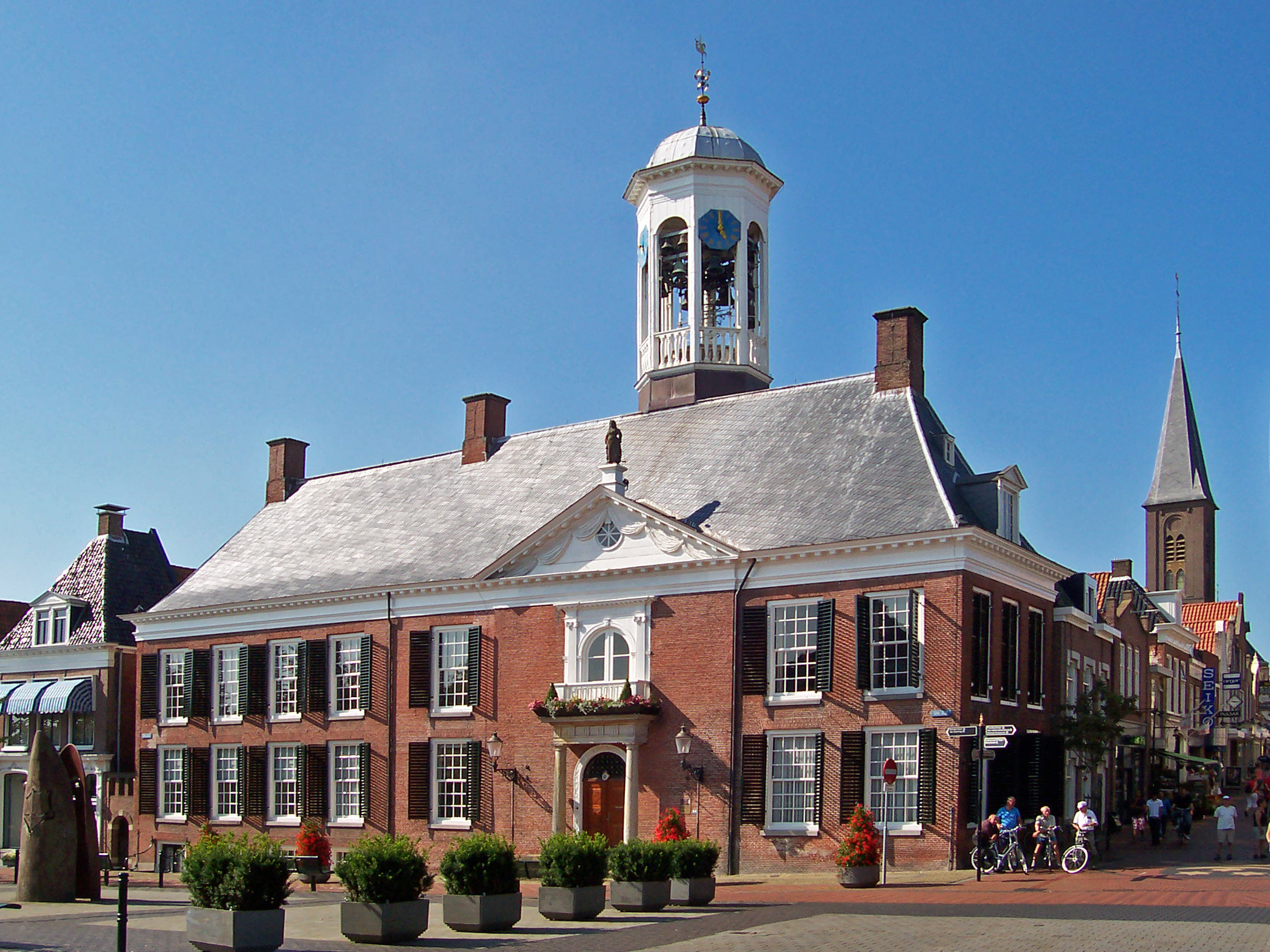
Rathaus
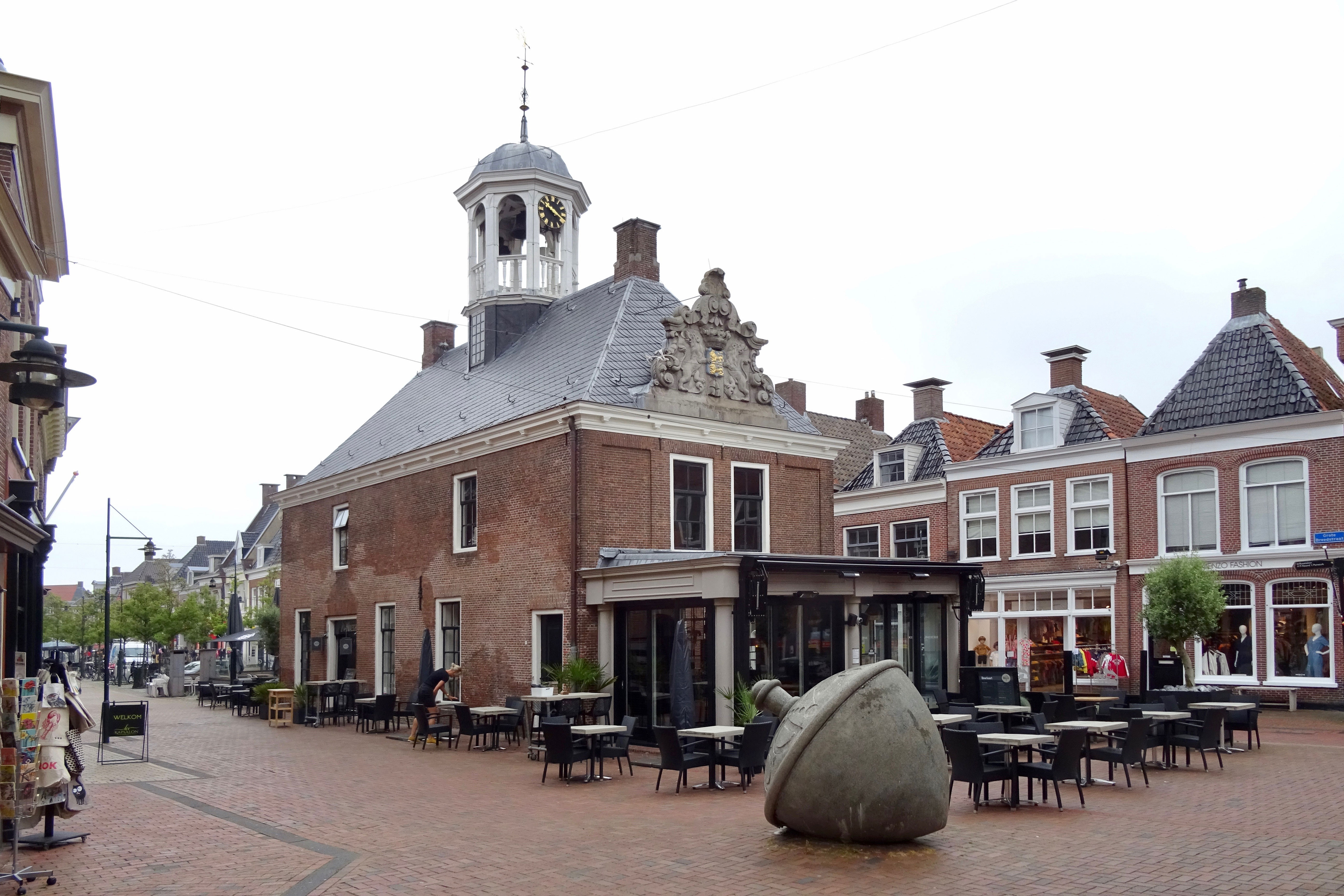
Waage
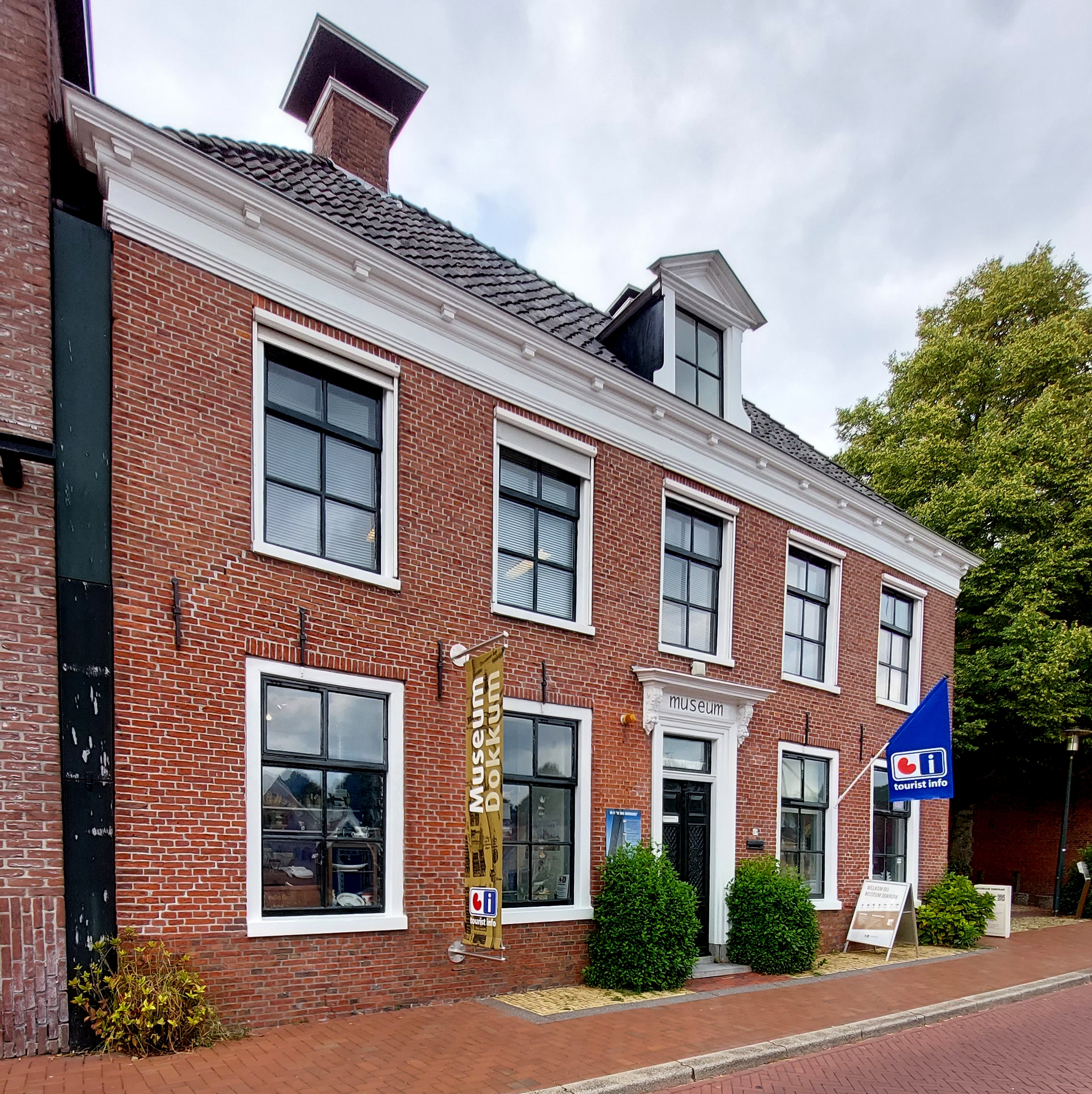
Museum Dokkum im Haus der Admiraliteit van Friesland
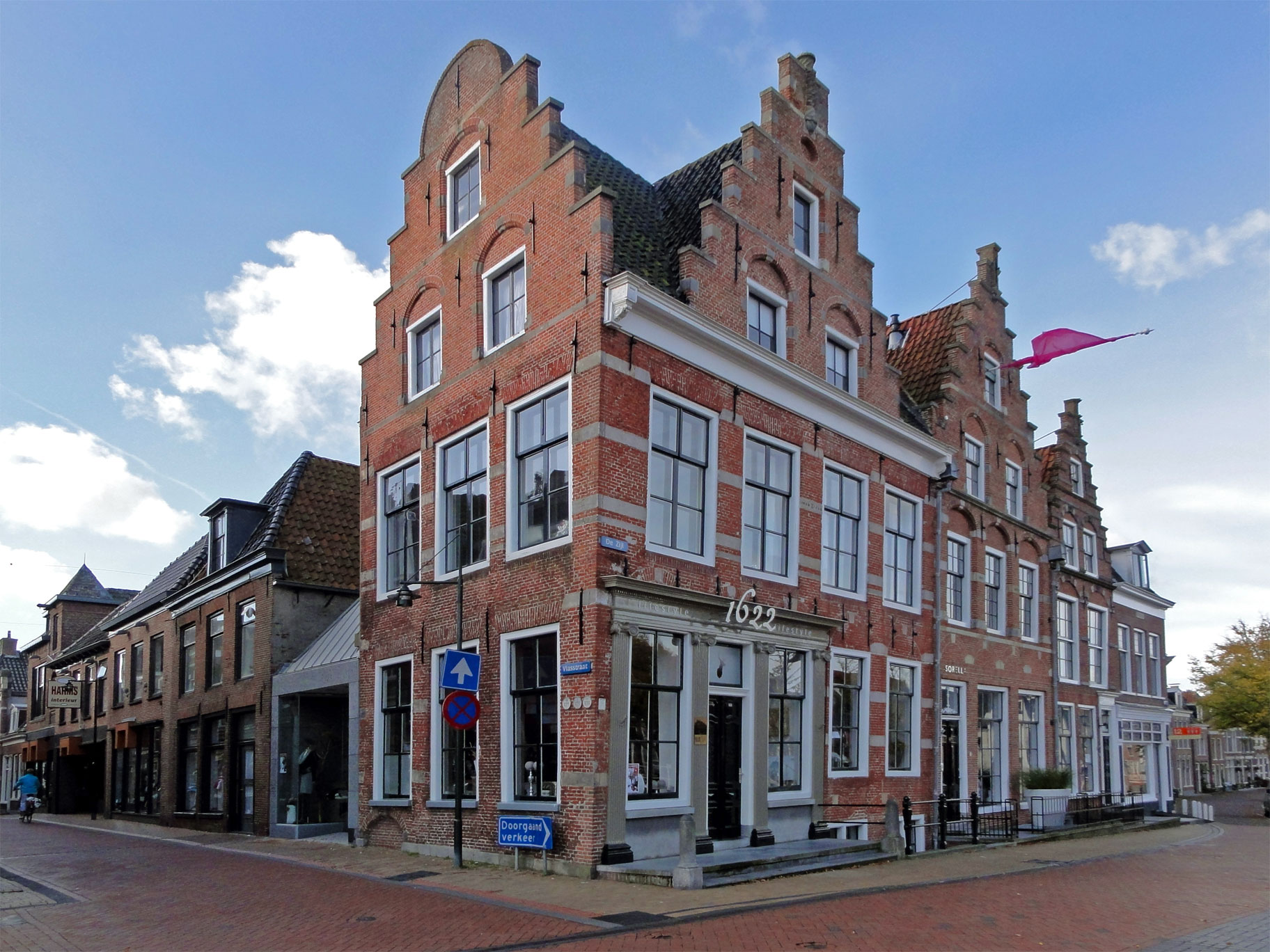
Blokhuis De Zijl 1
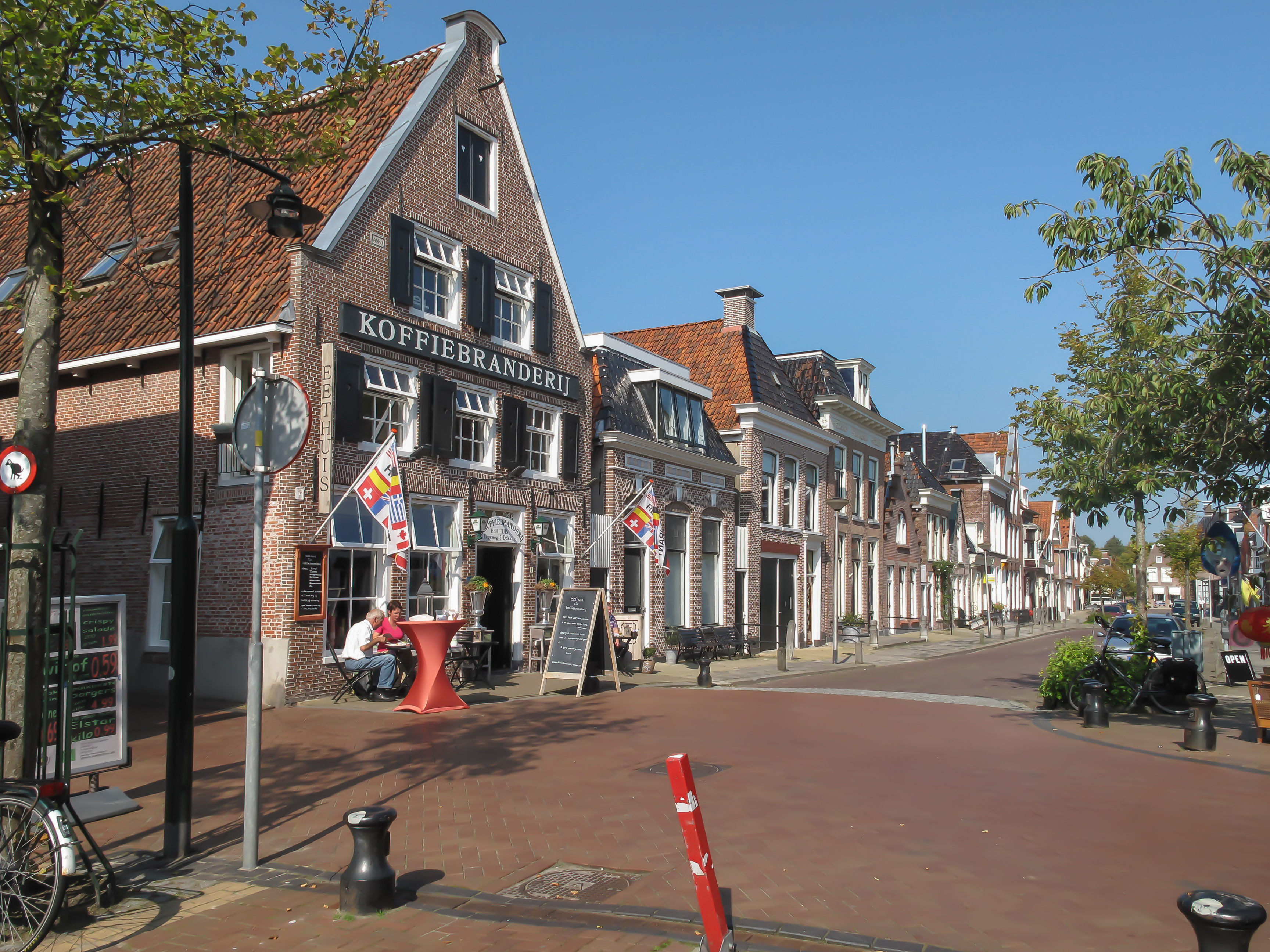
Legeweg
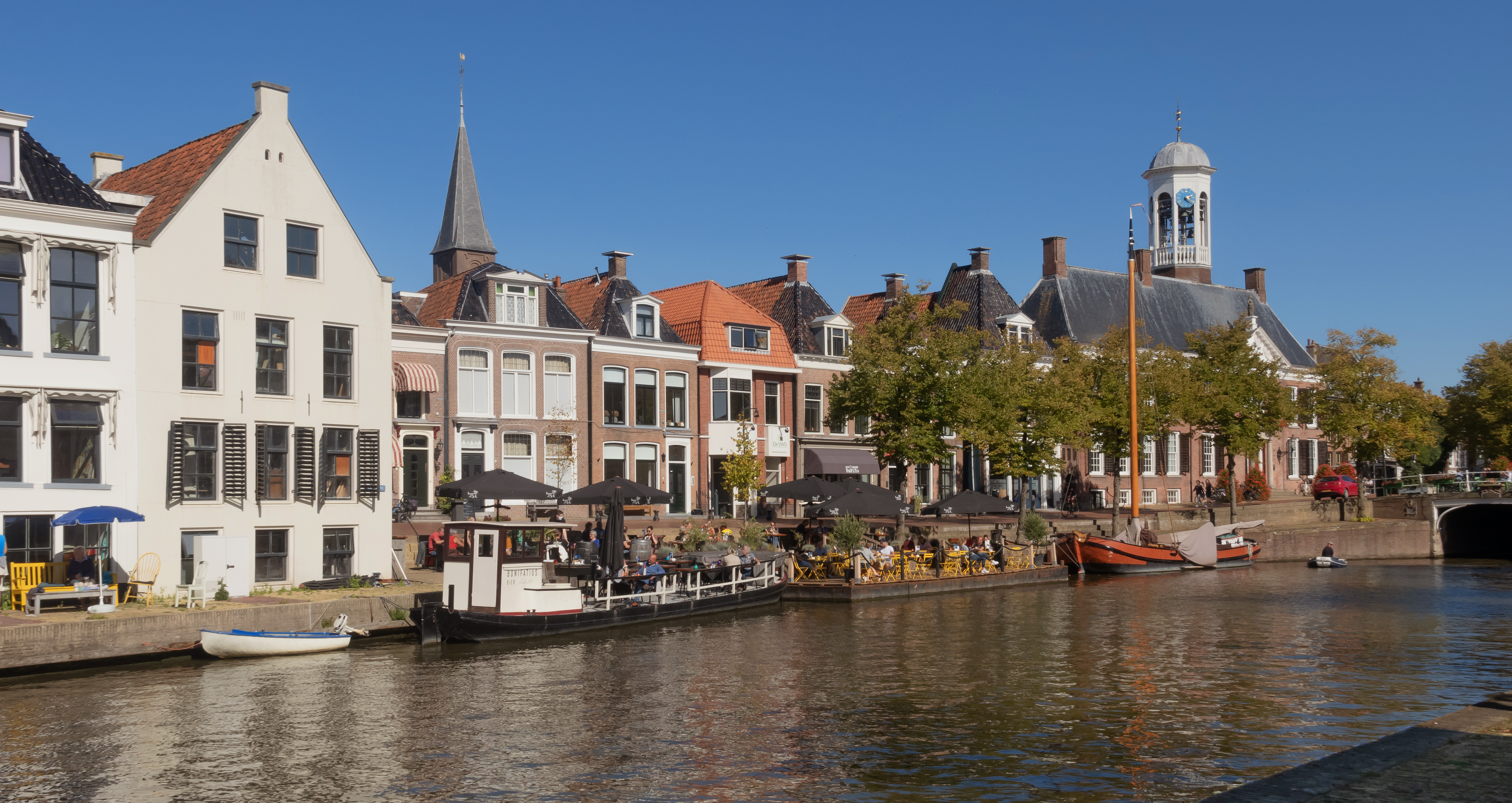
Suupmarkt
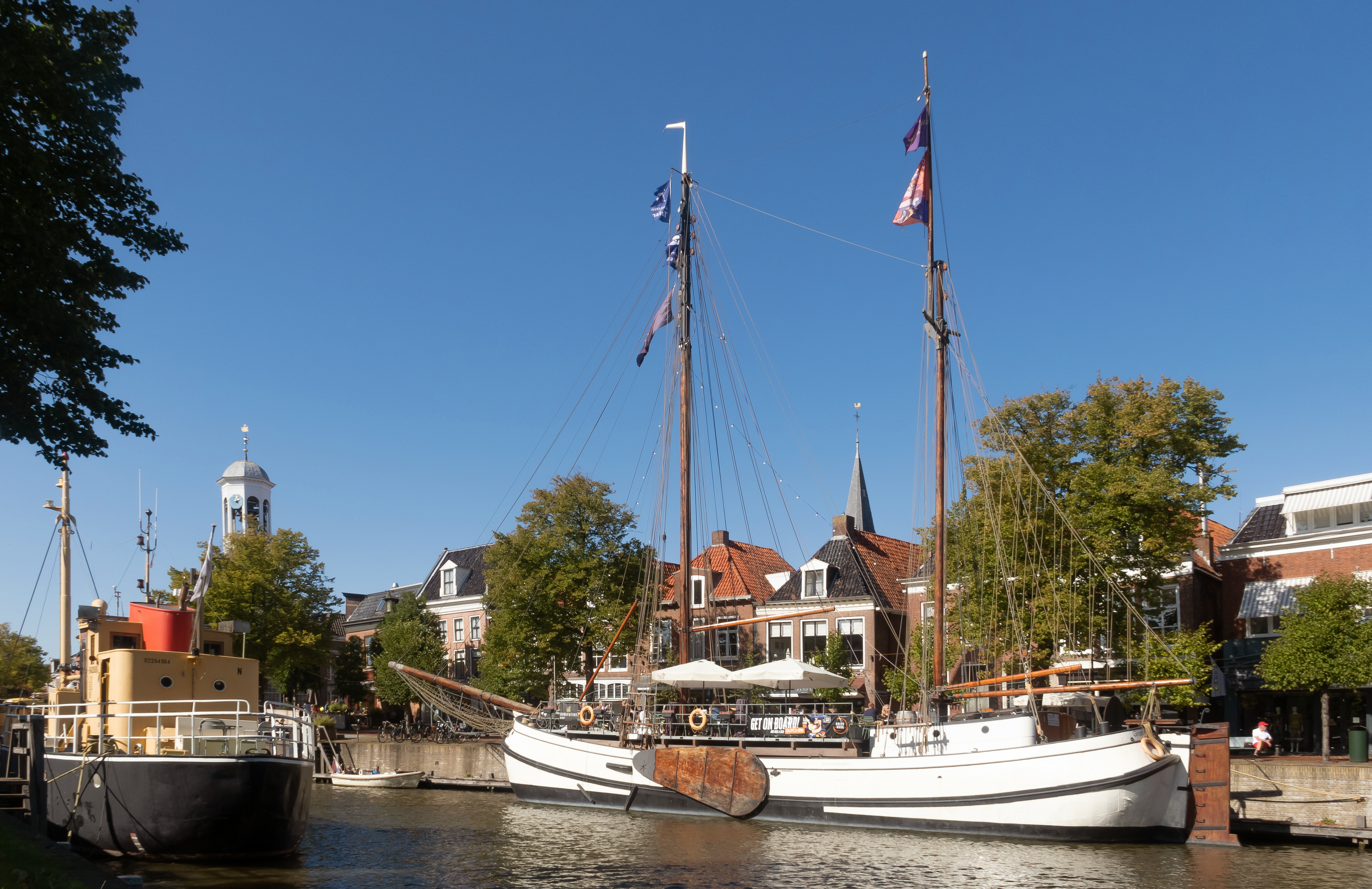
Diepswal
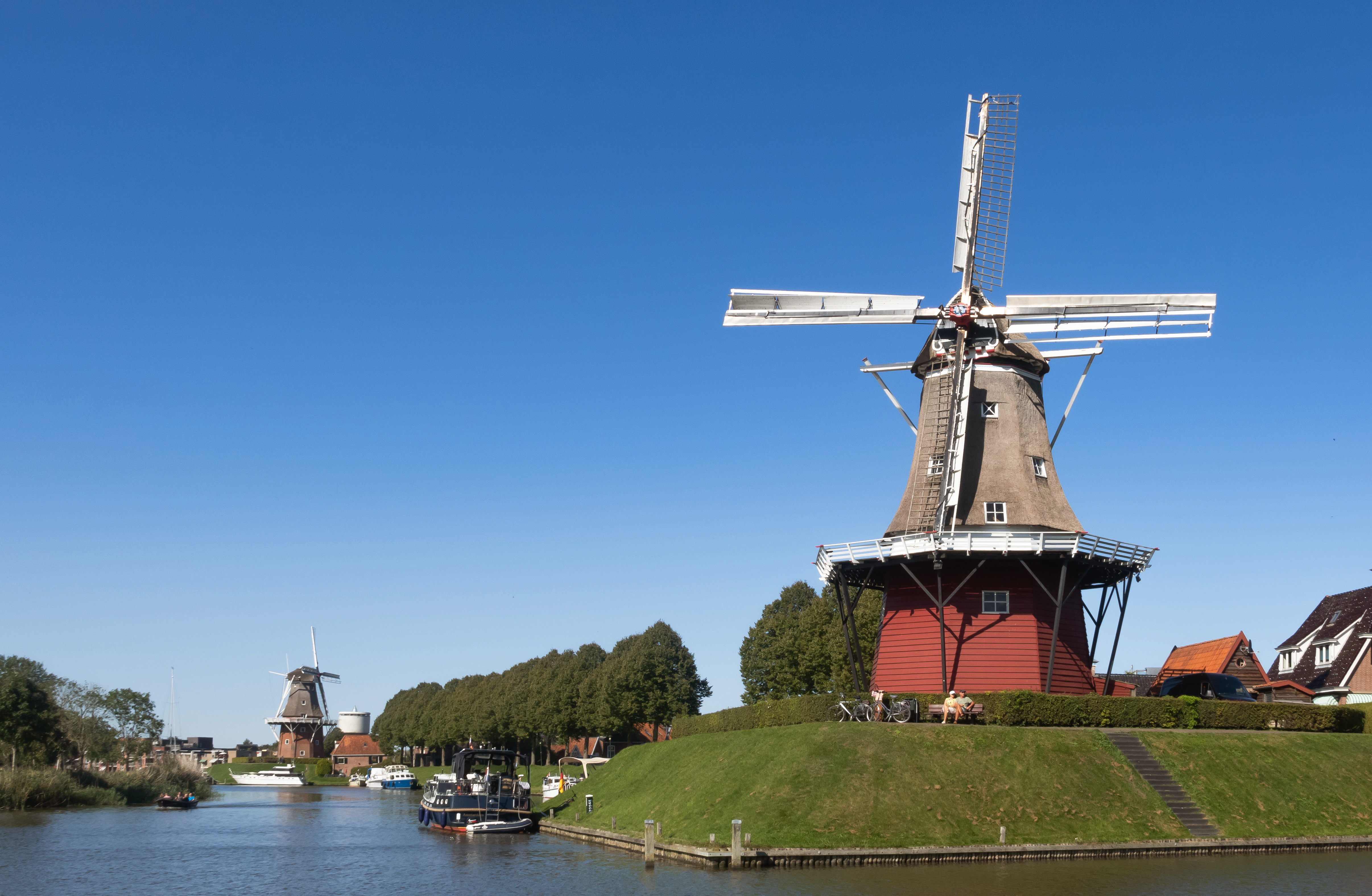
Mühle molen de Hoop
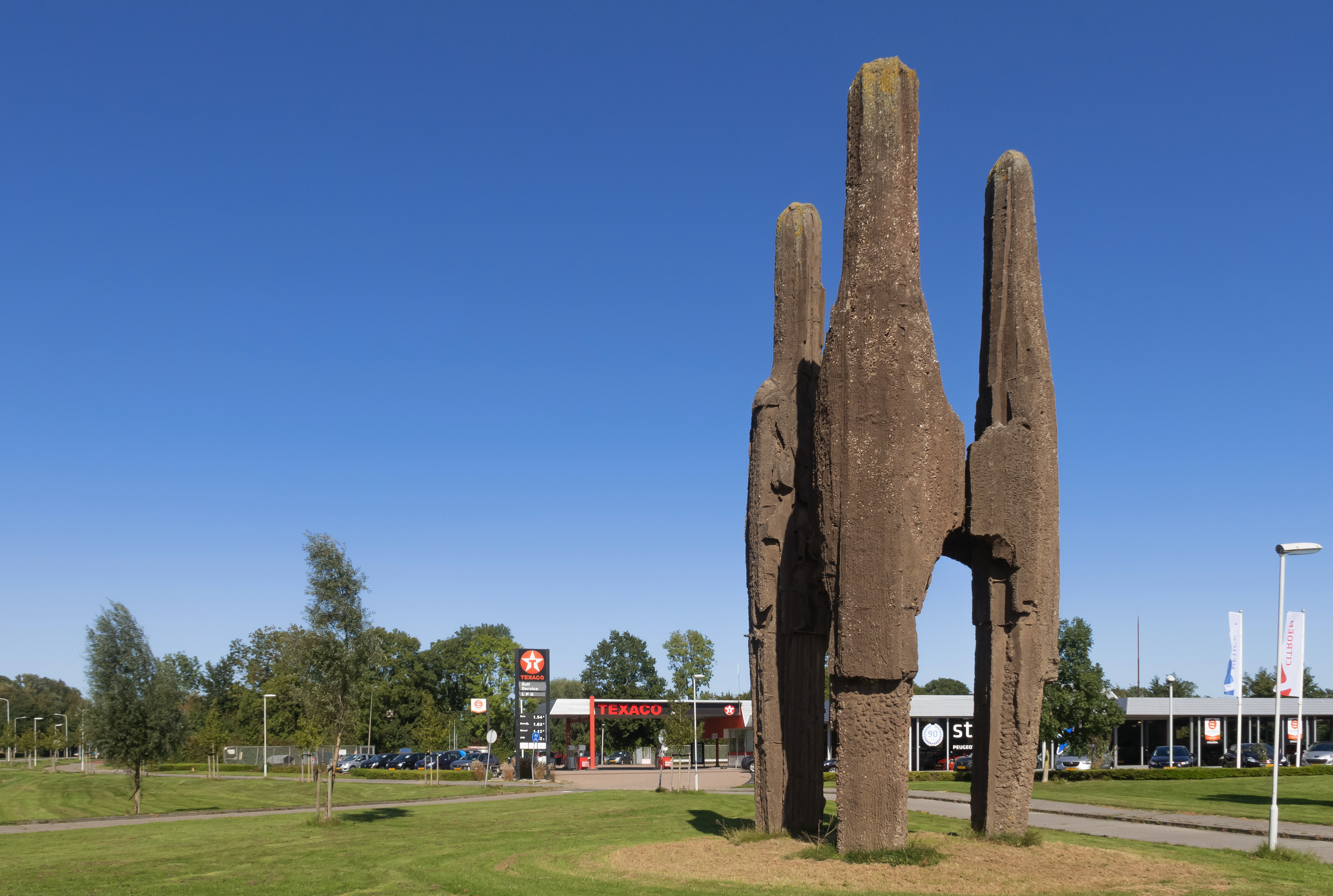
Skulptur (Drei Figuren)
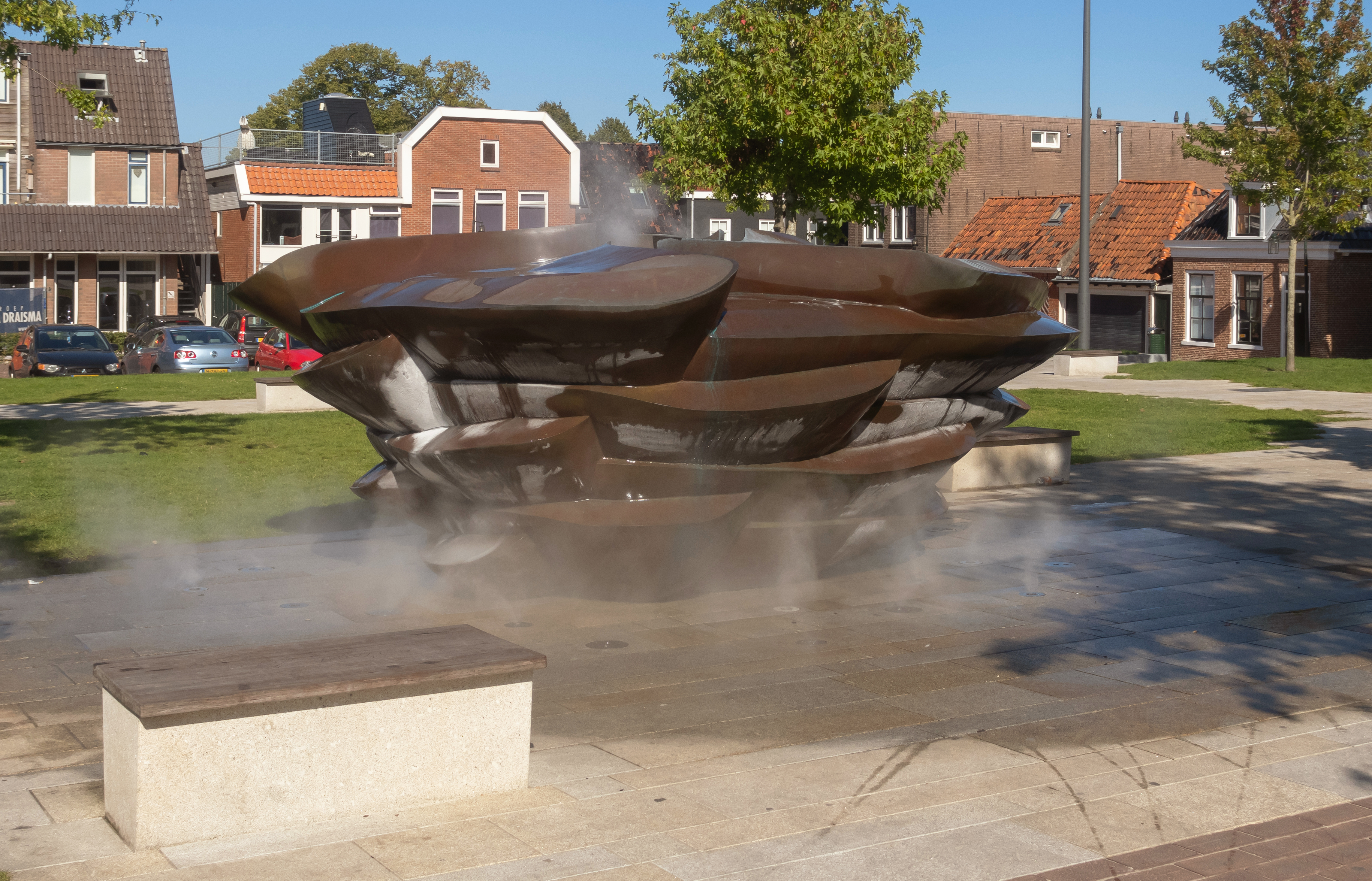
Eisbrunnen

## Städtepartnerschaften
Dokkum ist mit Fulda in Hessen durch eine Städtepartnerschaft verbunden.

## Söhne und Töchter der Stadt Dokkum
Die folgenden Personen wurden in Dokkum geboren. Für die Nennung hier ist es unerheblich, ob die Personen ihren späteren Wirkungskreis in Dokkum hatten oder nicht. Viele sind andernorts bekannt geworden. Die Liste erhebt keinen Anspruch auf Vollständigkeit.
- Gemma R. Frisius (1508–1555), Mathematiker, Kartograf und Instrumentenbauer
- Foppe van Aitzema (1580–1637), Jurist und Politiker
- Lieuwe van Aitzema (1600–1669), Historiker und Diplomat
- Ulrich Huber (1636–1694), Professor für Geschichte, Rhetorik und Rechtswissenschaft
- Fopje Folkema (1690–1752), Graveurin und Radiererin
- Hebelius Potter (1768–1824), Prediger und Reiseschriftsteller
- Sape Talma (1847–1918), Mediziner
- Klaas Dijkstra (1894–1976), Hochfrequenzingenieur, Funktechniker, Fotograf und Autor
- Jan Posthuma (* 1963) ist Volleyball-Nationalspieler und Olympiasieger
- Syb van der Ploeg (* 1966), Sänger der niederländischen Popgruppe De Kast
- Femke Wiersma (* 1984), Politikerin

## Personen, deren Wirken mit Dokkum verbunden ist oder dort lebten
Die Liste erhebt keinen Anspruch auf Vollständigkeit.
- Ids Wiersma (* 21. Juni 1878; † 24. August 1965) war ein niederländisch-friesischer Maler
- Bonifatius (*673;+755) „Apostel der Deutschen und der Niederlande“ und Kirchenpolitiker, wurde in Dokkum ermordet.